# Шоу, Джордж Бернард
Джордж Бе́рнард Шо́у (англ. George Bernard Shaw, английское произношение: [ˌdʒɔːdʒ ˌbɜːnɑːrd ˈʃɔː]; 26 июля 1856, Дублин, Соединённое Королевство Великобритании и Ирландии — 2 ноября 1950, Хартфордшир, Англия, Великобритания) — ирландский драматург и романист, лауреат Нобелевской премии в области литературы и один из наиболее известных ирландских литературных деятелей.
Общественный деятель, социалист-фабианец, сторонник реформы английской орфографии. Один из основателей Лондонской школы экономики и политических наук. Второй (после Шекспира) по популярности драматург в английском театре.
Один из двух людей в истории (второй — Боб Дилан), удостоенный и Нобелевской премии в области литературы (1925, «За творчество, отмеченное идеализмом и гуманизмом, за искромётную сатиру, которая часто сочетается с исключительной поэтической красотой»), и премии «Оскар» (1939, за сценарий фильма «Пигмалион»).

## Биография
Джордж Бернард Шоу родился в Дублине 26 июля 1856 года в семье Джорджа Шоу, торговца зерном, и Люсинды Шоу, профессиональной певицы. У него было две сестры: Люсинда Френсис, театральная певица, и Элинор Агнес, умершая от туберкулёза на 21-м году жизни.
Шоу посещал Уэсли-колледж (англ. Wesley College) в Дублине и грамматическую школу. Среднее образование получил в Дублине.
В 11 лет его отдали в протестантскую школу, где он был, по собственным его словам, предпоследним или последним учеником. Школу он называл самым вредным этапом своего образования:
«Мне в голову не приходило готовить уроки или говорить правду этому всеобщему врагу и палачу — учителю».
Система образования была не раз раскритикована Шоу за сосредоточение на умственном, а не духовном развитии. Особенно автор критиковал систему физического наказания в школе.
В 15 лет он стал клерком в фирме по продаже земельных участков. Год спустя Бернард устроился работать кассиром и занимал эту должность 4 года. У семьи не было средств для того, чтобы послать его в университет, но дядины связи помогли ему устроиться в довольно известное агентство Таунзэнда по продаже недвижимости. Одной из обязанностей Шоу был сбор квартплаты с обитателей дублинских трущоб, и грустные впечатления этих лет впоследствии нашли воплощение в «Домах вдовца». Он был, по всей вероятности, довольно способным клерком, хотя однообразие этой работы надоедало ему. Он научился аккуратно вести книги учёта, а также писать вполне разборчивым почерком. Всё написанное почерком Шоу (даже в преклонные годы) было легко и приятно читать. Это сослужило Шоу хорошую службу впоследствии, когда он стал профессиональным писателем: наборщики горя не знали с его рукописями.
Когда Шоу было 16 лет, его мать убежала из дома с любовником и дочерьми. Бернард решил остаться с отцом в Дублине. Он получил образование и поступил служащим в контору недвижимости. Этой работой он занимался несколько лет, хотя она ему не нравилась.
В 1876 году Шоу уехал к матери в Лондон. Семья встретила его очень тепло. В это время он посещал публичные библиотеки и музеи. В библиотеках начал усиленно заниматься и создал свои первые произведения, а позже вёл газетную колонку, посвящённую музыке. Однако его ранние романы не имели успеха до 1885 года, когда он стал известен как творческий критик.
В первой половине 1890-х годов работал критиком в журнале «London World», где его сменил Роберт Хиченс.
В это же время увлёкся социал-демократическими идеями и вступил в Фабианское общество, цель которого — установить социализм с помощью мирных средств. В этом обществе он встретил свою будущую жену, Шарлотту Пейн-Таунсхенд, на которой он женился в 1898 году.
В последние годы драматург жил в собственном доме и умер в 94 года от почечной недостаточности. По завещанию, его тело было кремировано, а прах развеян вместе с прахом его жены.

## Творчество
Первая пьеса Бернарда Шоу была представлена в 1892 году. В конце десятилетия он стал уже известным драматургом. Он написал 67 пьес, а также романы, критические произведения, эссе и больше чем 250 000 писем.

### Романы

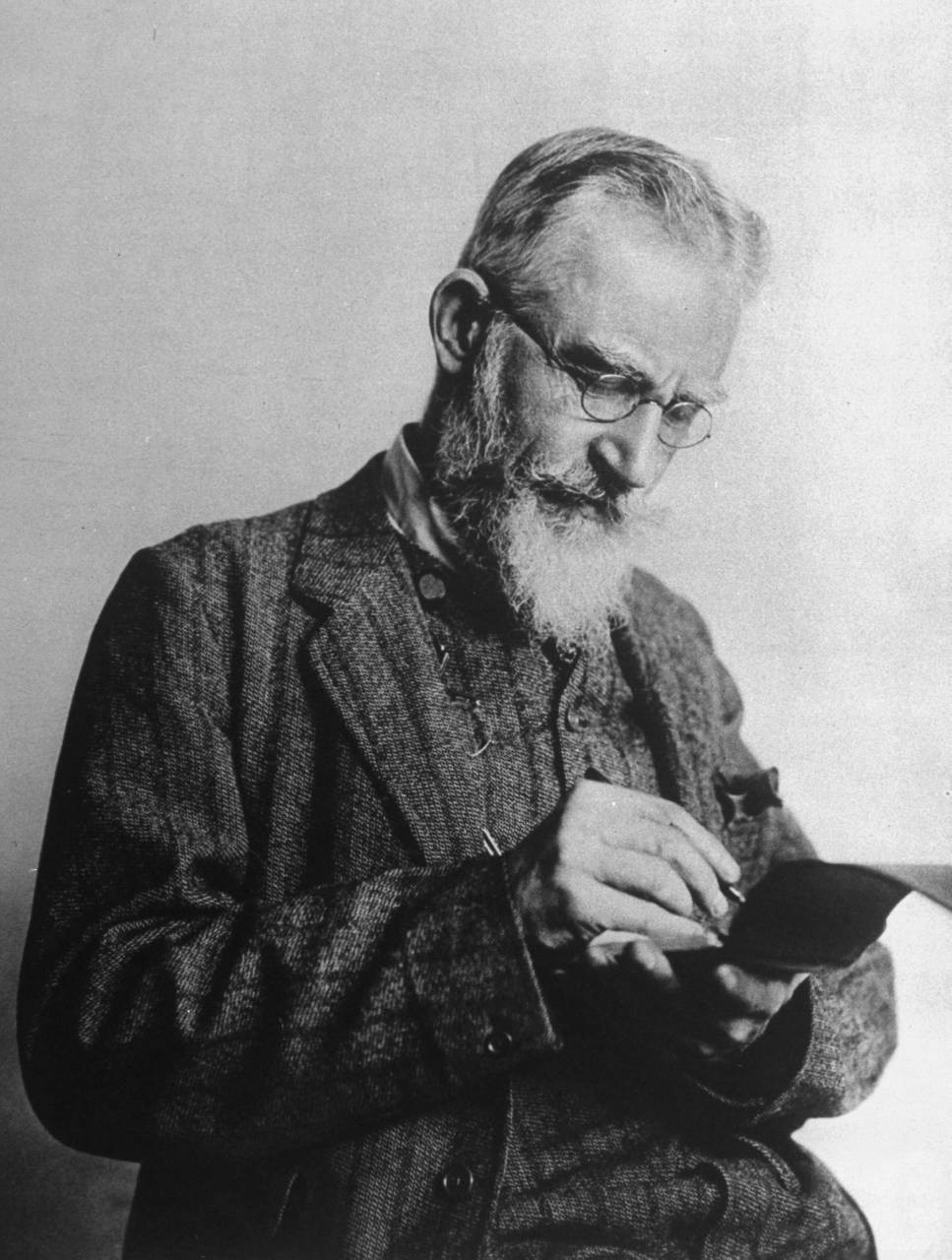
Бернард Шоу, 1914

Шоу написал пять романов в начале своей карьеры между 1879 и 1883 годами. Позднее они все были опубликованы.
Первый напечатанный роман Шоу был «Профессия Кашеля Байрона» (1886), написанный в 1882 году. Главный герой романа — своенравный школьник, который вместе с матерью эмигрирует в Австралию, где участвует в боях за деньги. Он возвращается в Англию на боксёрский матч. Здесь он влюбляется в умную и богатую женщину Лидию Карью. Эта женщина, привлечённая животным магнетизмом, соглашается на замужество, несмотря на их разное социальное положение. Потом выясняется, что главный герой благородного происхождения и наследник большого состояния. Таким образом он становится депутатом в Парламенте, и семейная пара становится обычной буржуазной семьёй.
Роман «Не социальный социалист» опубликован в 1887 году. В начале описывается школа для девочек, но затем сюжет сосредоточивается на бедном рабочем, который на самом деле скрывает свои состояния от жены. Также он активный борец за продвижение социализма. С этого момента весь роман сосредоточивается на социалистических темах.
Роман «Love Among the Artists» написан в 1881 году, опубликован в 1900 году в США и в 1914 году в Англии. В этом романе на примере викторианского общества Шоу показывает свои взгляды на искусство, романтическую любовь и брак.
«The Irrational Knot» — роман, написанный в 1880 году и опубликованный в 1905 году. В этом романе автор осуждает наследственный статус и настаивает на благородстве рабочих. Институт брака ставится под вопрос на примере благородной женщины и рабочего, который разбогател на изобретении электрического мотора. Их брак распадается из-за неспособности членов семьи найти общие интересы.
Первый роман Шоу «Immaturity», написанный в 1879 году, стал последним опубликованным романом. Он описывает жизнь и карьеру Роберта Смитта, энергичного молодого жителя Лондона. Осуждение алкоголизма — это первый посыл в книге, основанной на семейных воспоминаниях автора.

### Пьесы
Шоу совершенно порывает с чопорной пуританской моралью, всё ещё свойственной значительной части зажиточных кругов английского общества. Он называет вещи их настоящими именами, считает возможным изображать любое житейское явление и до известной степени является последователем натурализма.
Шоу начал работать над первой пьесой «Дома вдовца» в 1885 году, но через некоторое время отказался от продолжения работы и доделал её только в 1892 году. Пьеса была представлена в Лондонском Королевском Театре 9 декабря 1892 года. В этой пьесе Шоу дал замечательную по своему реализму картину жизни лондонских пролетариев. Пьеса начинается с того, что молодой человек собирается жениться на девушке, отец которой сдаёт трущобы беднякам, которые платят за них последние деньги. Молодой хочет отказаться и от брака и приданого, которое получили через адский труд бедняков, но потом узнаёт, что и его доходы основаны на труде бедных. Очень часто Шоу выступает в роли сатирика, беспощадно осмеивающего уродливые и пошлые стороны английской жизни, особенно — быта буржуазных кругов («John Bull’s Other Island», «Оружие и человек», «How He Lied to Her Husband» и др.).
В пьесе «Профессия миссис Уоррен» (1893) молодая девушка узнаёт, что её мать получает доходы от публичных домов, а потому покидает дом, чтобы самой зарабатывать деньги честным трудом.
Пьесы Бернарда Шоу, как и пьесы Оскара Уайльда, включают острый юмор, исключительный для драматургов викторианской эпохи. Шоу начал реформировать театр, предлагая новые темы и приглашая публику к обдумыванию моральных, политических и экономических проблем. В этом он близок к драматургии Ибсена с его реалистической драмой, которую он использовал для решения социальных проблем.
Когда опыт и популярность Шоу возросла, его пьесы стали менее сосредоточены на реформах, которые он отстаивал, но их развлекательная роль не уменьшалась. Такие работы, как «Цезарь и Клеопатра» (1898), «Человек и сверхчеловек» (1903), «Майор Барбара» (1905) и «Врач перед дилеммой» (1906), показывают зрелые взгляды автора, которому было уже 50 лет.
К началу 1910-х годов Шоу был полностью сформированным драматургом. Новые работы, такие как «Первая пьеса Фанни» (1911) и «Пигмалион» (1912), были хорошо известны лондонской публике.
В наиболее популярной пьесе «Пигмалион», основанной на сюжете древнегреческого мифа, в которой скульптор просит богов, чтобы они оживили статую, Пигмалион предстает в виде профессора фонетики Хиггинса. Его Галатея — это уличная торговка цветами Элиза Дулитл. Профессор пытается исправить язык девушки, которая говорит на кокни. Таким образом девушка становится похожей на благородную женщину. Этим Шоу пытается сказать, что люди отличаются только внешне.
Взгляды Шоу изменились после Первой мировой войны, которую он не одобрял. Его первой работой, написанной после войны, была пьеса «Дом, где разбиваются сердца» (1919). В этой пьесе появился новый Шоу — юмор остался прежним, но его вера в гуманизм поколебалась.
Ранее Шоу поддерживал постепенный переход к социализму, но сейчас он видел правительство под руководством сильного человека. Для него диктаторство было очевидным. Под конец жизни его надежды также умирали. Так, в пьесе «Миллиарды Буянта» (англ. Buoyant Billions, 1946—1948), его последней пьесе, он говорит, что не стоит надеяться на массы, которые выступают, как слепая толпа, и могут выбирать себе в правители таких людей, как Гитлер.
В 1921 году Шоу завершил работу над пенталогией «Назад к Мафусаилу», в которую вошли пять пьес, и которая начинается в Эдемском саду и кончается через тысячу лет в будущем. В этих пьесах утверждается, что жизнь совершенствуется с помощью попыток и ошибок. Сам Шоу считал эти пьесы шедевром, но критики были другого мнения.
После «Мафусаила» была написана пьеса «Святая Иоанна» (1923), которая считается одной из его лучших работ. Идея о написании работы о Жанне Д’Арк и её канонизации появилась в 1920 году. Пьеса получила мировую известность и приблизила автора к Нобелевской премии (1925 год).
В пьесе «Женева» (1938) автор утверждал мысль, что люди должны развивать технологию продления жизни для того, чтобы они могли развивать мудрость, которая понадобится им для самоуправления.
У Шоу есть и пьесы в психологическом жанре, иногда соприкасающиеся даже с областью мелодрамы («Кандида» и др.).
Автор создавал пьесы до конца своей жизни, но только некоторые из них стали такими же удачными, как его ранние работы. «Тележка с яблоками» (1929) стала наиболее известной пьесой в этот период. Поздние произведения, такие как «Горько, но правда» (1931), «На мели» (1933), «Миллионерша» (1935) и «Женева» (1938), не получили широкого признания публики.
Бернарда Шоу называют самым цитируемым писателем мира, рекордсменом по опубликованным в разных сборниках, афоризмам, мудрым мыслям и анекдотам.  При том, что сам он признавался: «Мой способ шутить – это говорить правду. На свете нет ничего смешнее».

## Взгляды

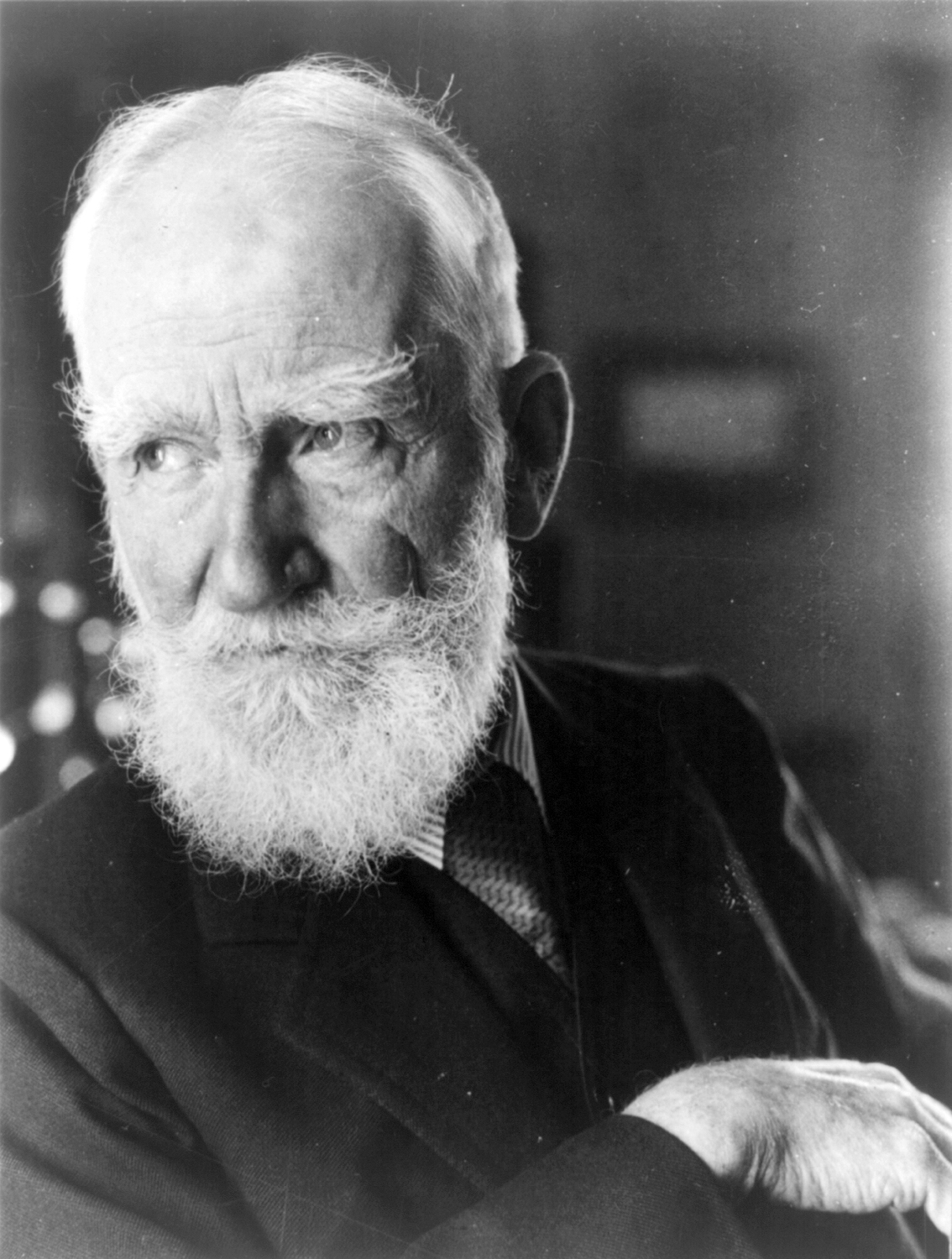
Бернард Шоу, 1934

Некоторое время пропагандировал евгенику, что было связано с его социально-политическими взглядами, но затем перешёл на позицию мягкой критики этого учения.

## Поездка в СССР
С 21 по 31 июля 1931 года Бернард Шоу находился в СССР, где 29 июля у него состоялась личная встреча с Иосифом Сталиным. Помимо столицы, Шоу побывал в глубинке — коммуне имени Ленина в селе Ира Кирсановского района Тамбовской области (Ирская коммуна), считавшейся образцовой. Возвращаясь из Советского Союза, Шоу говорил:

Я уезжаю из государства надежды и возвращаюсь в наши западные страны — страны отчаяния… Для меня, старого человека, составляет глубокое утешение, сходя в могилу, знать, что мировая цивилизация будет спасена… Здесь, в России, я убедился, что новая коммунистическая система способна вывести человечество из современного кризиса и спасти его от полной анархии и гибели.

В интервью, данном в Берлине по дороге на родину, Шоу дал высокую оценку Сталину как политику:

Сталин — очень приятный человек и действительно руководитель рабочего класса… Сталин — гигант, а все западные деятели — пигмеи.

А уже в Лондоне 6 сентября 1931 года в своём докладе на тему поездки драматург говорил:

В России нет парламента или другой ерунды в этом роде. Русские не так глупы, как мы; им было бы даже трудно представить, что могут быть дураки, подобные нам. Разумеется, и государственные люди советской России имеют не только огромное моральное превосходство над нашими, но и значительное умственное превосходство.

Бернард Шоу поддерживал сталинизм и СССР. Так, в предисловии к своей пьесе «На мели» (1933) он подводит теоретическую базу под репрессии ОГПУ против врагов народа. В открытом письме в редакцию газеты Manchester Guardian Бернард Шоу называет появившиеся в прессе сведения о голоде в СССР (1932—1933) фальшивкой. Также в письме в газету Labour Monthly Бернард Шоу открыто выступил на стороне Сталина и Лысенко в кампании против учёных-генетиков.
Но после посещения СССР 11 апреля 1933 года Шоу выступил с речью в Метрополитен-опера (речь транслировалась по радио), объяснив свою поддержку СССР тем, что коммунистический строй в России не представляет угрозы для США, а реставрация царского режима с его империалистическими экспансионистскими устремлениями значительно опасней для западных стран.
Поездка Шоу в СССР вызвала разные и порой даже диаметрально полярные оценки в прессе. Наиболее острой критике Шоу подвергся в русской эмигрантской прессе, а газета «Возрождение» назвала его даже «Шутом двора его пролетарского величества».

## Издания в СССР

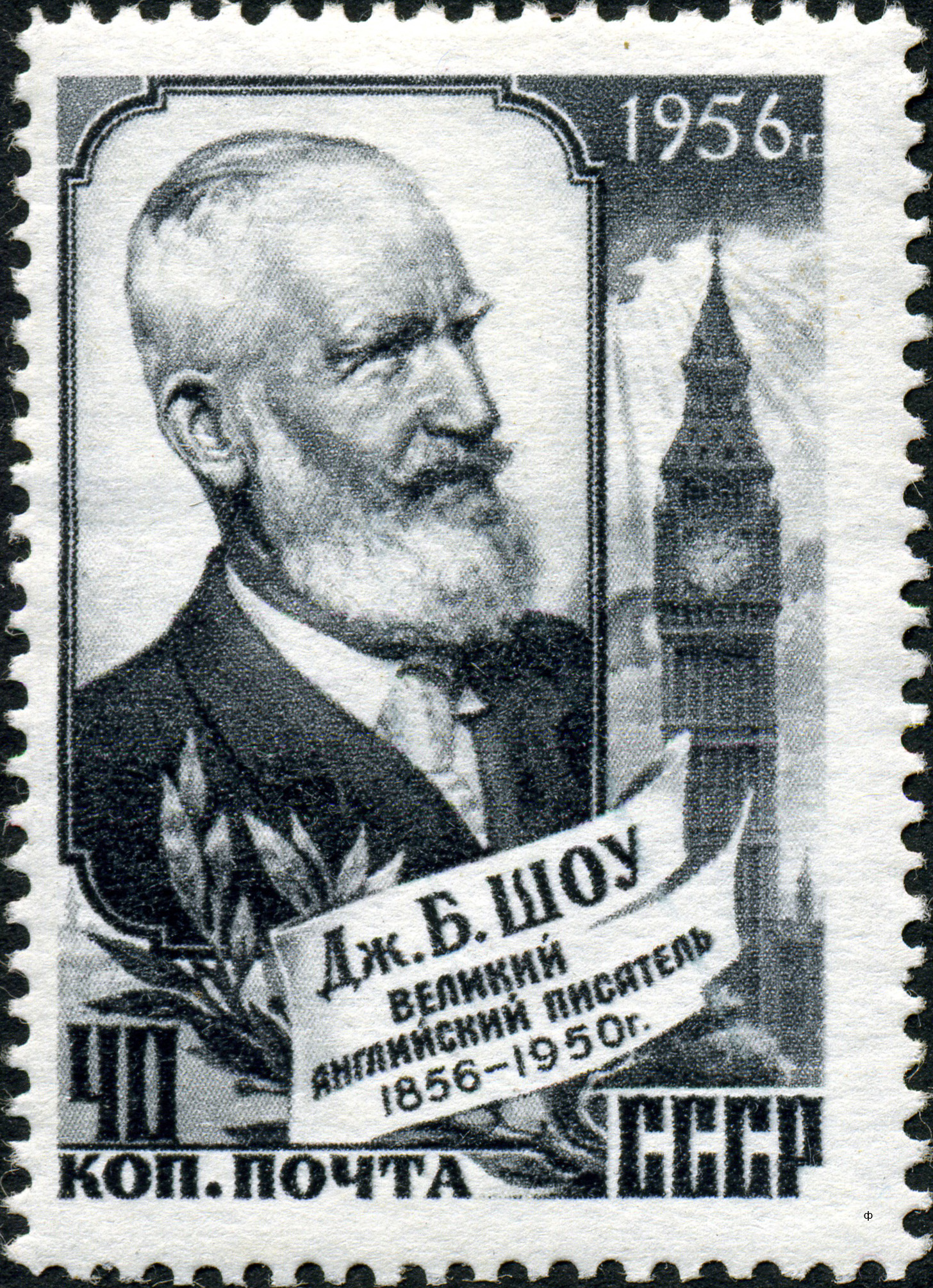
Почтовая марка СССР, 1956 год

В СССР до 1973 года осуществлялась практика издания литературных произведений зарубежных авторов без их ведома с нарушением авторских прав. Этой участи не избежал и Бернард Шоу. Кадровый офицер КГБ Александр Феклисов вспоминал о встрече с писателем в здании посольства СССР в Лондоне в 1948 году. Бернард Шоу спросил: «…Почему СССР не платит мне гонорара?». Посол сообщил об инциденте в Москву, и только тогда было принято решение о начале выплат авторских отчислений. Однако Бернард Шоу отказался от предложения в пользу СССР в знак признания заслуг советского народа во Второй мировой войне.

## Драматургия

### 1885—1896
- «Пьесы неприятные» (Plays Unpleasant, опубликованы в 1898 году)
  - «Дома вдовца» (Widower’s Houses, 1885—1892)
  - «Сердцеед» (The Philanderer, 1893)
  - «Профессия миссис Уоррен» (1893—1894)
- «Пьесы приятные» (Plays Pleasant, опубликованы в 1898 году)
  - «Оружие и человек» (1894)
  - «Кандида» (Candida, 1894—1895)
  - «Избранник судьбы» (The Man of Destiny, 1895)
  - «Поживем — увидим» (You Never Can Tell, 1895—1896)

### 1896—1904
- «Три пьесы для пуритан» (Three Plays for Puritans)
  - «Ученик дьявола» (The Devil’s Disciple, 1896—1897)
  - «Цезарь и Клеопатра» (Caesar and Cleopatra, 1898)
  - «Обращение капитана Брасбаунда» (Captain Brassbound’s Conversion, 1899)
- «Великолепный Бэшвил, или Невознаграждённое постоянство» (The Admirable Bashville; or, Constancy Unrewarded, 1901)
- «Человек и сверхчеловек»[англ.] («Man and Superman», 1901—1903)
- «Другой остров Джона Булля» (John Bull’s Other Island, 1904)

### 1904—1910
- «Как он лгал её мужу» (How He Lied to Her Husband, 1904)
- «Майор Барбара» (Major Barbara, 1906)
- «Врач перед дилеммой» (The Doctor’s Dilemma, 1906)
- «Интерлюдия в театре» (The Interlude at the Playhouse, 1907)
- «Вступление в брак» (Getting Married, 1908)
- «Разоблачение Бланко Поснета» (The Shewing-Up of Blanco Posnet, 1909)
- «Дурачества и безделки» (Trifles and tomfooleries)
  - «Страсть, яд, окаменение, или роковой газоген» (Passion, Poison and Petrifaction; or, the Fatal Gasogene, 1905)
  - «Газетные вырезки» (Press Cuttings, 1909)
  - «Очаровательный найденыш» (The Fascinating Foundling, 1909)
  - «Немного реальности» (The Glimps of Reality, 1909)
- «Неравный брак» (Misalliance, 1910)

### 1910—1919
- «Смуглая леди сонетов» (The Dark Lady of the Sonnets, 1910)
- «Первая пьеса Фанни» (Fanny’s First Play, 1911)
- «Андрокл и лев» (Androcles and the Lion, 1912)
- «Охваченные страстью» (Overruled, 1912)
- «Пигмалион» (Pygmalion, 1912—1913)
- «Великая Екатерина» (экранизирована Great Catherine, 1913)
- «Лечение музыкой» (The Music-cure, 1913)
- «О’Флаэрти, кавалер ордена Виктории» (O’Flaherty, V.C.,)
- «Инка Перусалемский» (The Inca of Perusalem, 1916)
- «Август выполняет свой долг» (Augustus Does His Bit, 1916), переведена на русский язык в 1942 году И.С. Звавичем
- «Аннаянска, сумасбродная великая княжна» (Annajanska, the Wild Grand Duchess, 1917)
- «Дом, где разбиваются сердца» (Heartbreak House, 1913—1919)

### 1918—1931
- «Назад к Мафусаилу» (Back to Methuselah, 1918—1920)
  - Часть I. «В начале» (In the Beginning)
  - Часть II. «Евангелие от братьев Барнабас» (The Gospel of the Brothers Barnabas)
  - Часть III. «Свершилось!» (The Thing Happens)
  - Часть IV. «Трагедия пожилого джентльмена» (Tragedy of an Elderly Gentleman)
  - Часть V. «У предела мысли» (As Far as Thought Can Reach)
- «Святая Иоанна» (Saint Joan, 1923)
- «Тележка с яблоками» (The Apple Cart, 1929)
- «Горько, но правда» (Too True To Be Good, 1931)

### 1933—1950
- «Сватовство по-деревенски» (Village Wooing, 1933)[21]
- «На мели» (On The Rocks, 1933)
- «Шестеро из Кале» (The Six of Calais, 1934)
- «Простачок с нежданных островов» (The Simpleton of The Unexpected Isles, 1934)
- «Миллионерша» (The Millionairess, 1935)
- «Новое окончание „Цимбелина“» (Cymbeline Refinished, 1937)
- «Женева» (Geneva, 1938)
- «Золотые дни доброго короля Карла» (In Good King Charles’s Golden Days, 1939)
- «Миллиарды Байанта» (Buoyant Billions, 1948)
- «Притчи о далеком будущем» (Farfetched Fables, 1948)
- «Шекс против Шо» (Shakes versus Shav, 1949)
- «Почему она не пожелала» (Why She Would Not, 1950)

## Публикации текстов
Публикации оригинальных текстов
Основные русскоязычные переводные публикации
- Полное собрание сочинений Бернарда Шоу : в 10 т.. — М. : В. М. Саблин, 1910—1911.
- Полное собрание сочинений Бернарда Шоу : в 9 т.. — М. : Современные проблемы, 1910—1913.
- Шоу Б. Избранные произведения : в 2 т.. — М. : ГИХЛ, 1956.
- Шоу Б. Пьесы / Вступ. ст., сост., примеч. З. Т. Гражданской. — М. : Художественная литература, 1969. — 704 с. — (Библиотека всемирной литературы. Сер. третья ; т. 200).
- Шоу Дж. Б. Письма / Сост. А. И. Образцовой ; пер. И. М. Бернштейн ; изд. подг. И. М. Бернштейн, А. А. Елистратова, А. И. Образцова ; отв. ред. А. А. Елистратова. — М. : Наука, 1971. — 400 с. — (Литературные памятники / Академия наук СССР ; председатель редколлегии Д. С. Лихачёв).
- Шоу Б. Полное собрание пьес : в 6 т. / Вступ. ст. А. А. Аникста. — Л. : Искусство, 1978—1981.
- Шоу Б. О драме и театре / Сост. и авт. вступ. статьи А. Аникст. — М. : ИИЛ, 1963. — 640 с.
- Шоу Б. О музыке и музыкантах : Сборник статей / Сост., пер. с англ., введ., и коммент. С. Кондратьева. — М. : Музыка, 1965. — 338 с.